# Harriet Boyd Hawes
Harriet Boyd Hawes (11 d'octubre de 1871 – 31 de març de 1945) va ser una arqueòloga pionera nord-americana, infermera i socorrista. És més coneguda com la responsable de la troballa i primera directora de Gurnià, una de les primeres excavacions arqueològiques que va donar a conèixer un assentament i palau Minoic a l'Illa Egea de Creta.

## Joventut i educació
Harriet Ann Boyd va néixer a Boston, Massachusetts. La seva mare va morir quan ella encara era una nena, per la qual cosa Harriet va ser criada pel seu pare al costat dels seus quatre germans més grans. El seu germà Alex va ser qui la va introduir per primera vegada en els Estudis Clàssics. Després d'assistir a l'Escola Prospect Hill a Greenfield, va acabar per graduar-se pel Smith College a Northampton, Massachusetts el 1892 amb un títol en Estudis Clàssics (especialització Grècia).

## Carrera acadèmica
Després de treballar com a professora durant quatre anys va seguir perseguint la seva passió per Grècia i la seva cultura antiga, començant a treballar a l'Escola Americana d'Estudis Clàssics d'Atenes a la capital grega. Durant la seua estada a Grècia també va treballar com a infermera voluntària a Tessàlia durant la Guerra greco-turca. Va sol·licitar als seus professors poder participar en els treballs de camp de la institució, però en lloc d'això la van instar a convertir-se en una bibliotecària acadèmica. Frustrada per la falta de suport, va prendre el que li quedava de la seva beca i va partir sola a la cerca de restes arqueològiques a la Illa de Creta. Aquesta va ser una decisió valenta, considerant que Creta en aquell moment s'estava recuperant de la guerra i estava bastant lluny de ser un lloc segur. En poc temps Hawes va arribar a ser ben coneguda per la seva experiència en el camp de l'arqueologia. Durant quatre mesos a la primavera de 1900, va dirigir una excavació en Kavousi que li va permetre descobrir assentaments i cementiris corresponents al Minoic Tardà, l'Edat de Ferro Primerenca i l'Arcaic Primerenc (1200-600 a.C) específicament en els llocs de Vronda i Kastro. Durant aquella campanya també va excavar una trinxera en el lloc d'Azoria, el lloc de l'Antiga Grècia (és a dir post-minoic) més important de la regió, evidentment una ciutat primerenca (c. 700-500 a.C). Azoria està sent actualment excavada novament com a part d'un important projecte de cinc anys de durada.
Més tard aquest mateix any, Hawes va tornar als Estats Units. A la fi del 1900 va acceptar una posició en el Smith College per ensenyar Arqueologia Grega i posteriorment, el 1901, va rebre el seu mestratge en aquesta mateixa institució. Va ensenyar allí fins a 1905, intercalant la seua estada allí amb freqüents viatges a l'exterior per realitzar campanyes arqueològiques.
Entre 1901 i 1904, mentre es trobava en un temps lliure, Harriet Boyd Hawes va tornar a Creta, on va descobrir i va excavar la ciutat minoica de Gurnia. Hawes va ser la primera dona a dirigir un projecte important d'excavacions a Grècia, amb un equip format per més de 100 treballadors. Va tenir com a assistent a Edith Hall Dohan. En 1902, va presentar el seu descobriment durant una sèrie de conferències als Estats Units i va ser la primera dona a exposar enfront de l'Institut Arqueològic d'Amèrica. L'informe de les seves troballes, titulat Vasiliki i Altres Llocs Prehistòrics en l'Istme de Hierapetra, va ser publicat en 1908 per la Societat d'Exploració Americana. Va excavar molts altres assentaments de l'Edat de Ferro i Bronze a l'Egeu, convertint-se en una autoritat sobre el tema. En 1910 el Smith College li va atorgar un doctorat honorífic.

## Infermera de Guerra
Boyd Hawes va arribar a involucrar-se com a infermera en temps de guerra després de la seva graduació del Smith College. Va atendre soldats ferits (i moribunds) en la Guerra greco-turca (1897), la Guerra hispano-nord-americana (1898) i la Primera Guerra Mundial. El seu treball durant la Primera Guerra Mundial va incloure el trasllat de subministraments a Corfú per als soldats ferits de l'exèrcit serbi (1915), l'ajuda dels ferits a França (1916), i la creació de la Unitat de Socors del Smith College a França (1917). Boyd Hawes va exercir com a directora d'aquesta unitat durant tres anys, temps durant el qual també va treballar com a ajudant d'infermeria en el YMCA. Després del seu retorn a casa, Boyd Hawes va continuar donant suport a la iniciativa mitjançant la realització de conferències per recaptar fons en nom de la Unitat de Socors del Smith College.

## Vida personal
Durant un dels seus viatges a Creta ella va conèixer a Charles Henry Hawes, un antropòleg i arqueòleg anglès qui més tard es convertiria en el director-associat del Museu de Belles arts de Boston. Van contreure matrimoni el 3 de març de 1906, i nou mesos més tard naixia el seu primogènit, Alexander Boyd Hawes. A ell li va seguir una nena, Mary Nesbit Hawes, nascuda a l'agost de 1910. En aquells moment Charles ensenyava en Dartmouth College, i la família estava vivint aHanover, Nou Hampshire. El 1920, els Haweses es van mudar a Cambridge, Massachusetts, i Harriet es va unir al cos docent del Wellesley College. Malgrat el seu compromís amb la família, Hawes va continuar tenint una presència activa tant en les humanitats com en el camp de l'arqueologia.

## Vida posterior i el llegat
Harriet descansa en el Cementiri de Cedar Hill, en Suitland, Maryland. La casa de la seva infantesa en Chester Square apareix esmentada en el Camí Patrimonial de les Dones de Boston.
En 1992, la seva filla, Mary Allsebrook, va publicar Nascuda per Rebel·lar-se: la Vida de Harriet Boyd Hawes. El llibre va ser editat per Annie Allsebrook, la neta de Harriet Boyd Hawes.